# 2010-ті
2010-ті роки — друге десятиліття двадцять першого століття. Це роки з 2010 по 2019.

## Події
- 2013, 13 березня — Папою Римським обраний аргентинець, архієпископ Буенос-Айреса Хорхе Маріо Бергольйо, понтифік взяв собі ім'я Франциск.
- 2013, 1 липня — Хорватія стала 28-м членом ЄС.

### Геополітична ситуація
- Тахрір, Таксим (площа), Майдан
  - 2013-14 — Єврореволюція та Революція гідності в Україні. Мирний протест перетворився у ескалацію насильства, переслідування, тортур та жертва з боку протестантів, журналістів, активістів; інформаційної війни, війни провокацій режимом та агентами та активних дипломатичних дій у Східній Європі.
- скандали пов'язані з «ікорною дипломатією» в РЄ, спортивною корупцією

### Збройні конфлікти
- 2018, 26 листопада — після агресії прикордонних кораблів РФ у Керченській протоці проти кораблів ВМСУ Верховна Рада затвердила Указ Президента України щодо запровадження в 10 областях України воєнного стану. Зокрема, йдеться про Вінницьку, Донецьку, Луганську, Миколаївську, Одеську, Сумську, Харківську, Чернігівську, Херсонську, Запорізьку області, внутрішні води керченської акваторії Азовського моря.[1]

### Інформаційні технології. Економіка. Дизайн
- нові медіа
- 2011 — responsive design[2]
- нова економіка (бізнес-моделі):
  - логістика: дешеві авіалінії (лоукостери), «Нова пошта», «Uber», фінанси: Мобільний банкінг, e-pay

ЗМІ
- перехід на нові формати (пристуність окремих медій лише у веб, лише у мобільній версії, лише у соцмережах тощо); відмова «Playboy» від лицьової (обкладинкової) оголеної моделі до нового, не-оголонего, глянцевого, позиціонування; «The New York Times»? переходить за 150-річну історію, [лише] у електронний формат; в Україні ще — набуває поширення, talk-фомат

### В Україні
Єврореволюція (2013-14), Війна на сході України (2014-)

### Євробачення 2017 у Києві
- 9 травня — дата проведення першого півфіналу Пісенного конкурсу Євробачення 2017 у місті Києві.
- 11 травня — дата проведення другого півфіналу Євробачення 2017.
- 13 травня — дата проведення фіналу Євробачення 2017.

## Відомі люди

### Політики
| - Девід Камерон - Тереза Мей - Анґела Меркель - Франсуа Олланд - Ніколя Саркозі - Еммануель Макрон - Сільвіо Берлусконі - Маттео Ренці - Паоло Джентілоні - Жозе Мануел Баррозу - Жан-Клод Юнкер - Єнс Столтенберг - Міхеіл Саакашвілі - Даля Грибаускайте - Броніслав Коморовський - Анджей Дуда - Олександр Лукашенко - Віктор Янукович - Петро Порошенко - Арсеній Яценюк - Савченко Надія Вікторівна - Парубій Андрій Володимирович - Турчинов Олександр Валентинович - Гройсман Володимир Борисович - Гончарук Олексій Валерійович - Герої України — новітній мартиролог: від небесної сотні до полеглих на фронтах російсько-української війни - Володимир Зеленський - Володимир Путін - Дмитро Медведєв - Барак Обама - Дональд Трамп - Джон Керрі - Майк Пенс | - Ніколас Мадуро - Хуан Гуайдо - Хуан Мануель Сантос - Ділма Руссефф - Мішел Темер - Педро Пабло Кучинський - Рауль Кастро - Мігель Діас-Канель - Абдулла Гюль - Реджеп Ердоган - Біньямін Нетаньягу - Махмуд Ахмадінежад - Хассан Рухані - Башар Асад - Хосні Мубарак - Адлі Мансур - Муаммар Каддафі - Мустафа Абдель Джаліль - Халіфа Хафтар - Фаїз аль-Сарадж - Ху Цзіньтао - Сі Цзиньпін - Сіндзо Абе - Пак Кин Хе - Хван Кьо Ан - Кім Чен Ин - Роза Отунбаєва - Алмазбек Атамбаєв |

### Діячі культури
- Адель
- Еллі Голдінг
- Джессі Джей
- Ріанна
- Lady Gaga
- Кеті Перрі
- Лана Дель Рей
- Майлі Сайрус
- Тейлор Свіфт
- Бейонсе
- Селена Гомес
- Дженніфер Лопес
- Шакіра
- Малума
- Брітні Спірс
- Крістіна Агілера
- Ніколь Шерзінгер
- Аліша Кіз
- Fergie
- Pink
- Kesha
- Нікі Мінаж
- Avicii
- Кельвін Гарріс
- Давід Гета
- Tiësto
- Армін ван Бюрен
- Джастін Бібер
- Hurts
- Coldplay
- OneRepublic
- One Direction
- LMFAO
- Linkin Park
- Роббі Вільямс
- Джастін Тімберлейк
- Фаррелл Вільямс
- Will.i.am
- Ne-Yo
- Pitbull
- Eminem
- 50 Cent
- Snoop Dogg
- Jay-Z
- Lil Wayne
- Kanye West
- Drake
- Кендрік Ламар
- J. Cole
- The Weeknd
- Future
- Migos
- XXXTentacion
- PSY
- BTS
- Oxxxymiron

### Спортсмени
- Ліонель Мессі
- Кріштіану Роналду
- Неймар
- Ікер Касільяс
- Фернандо Торрес
- Давід Вілья
- Хаві Ернандес
- Андрес Іньєста
- Ар'єн Роббен
- Веслі Снейдер
- Робін ван Персі
- Вейн Руні
- Франк Рібері
- Джанлуїджі Буффон
- Андреа Пірло
- Маріо Балотеллі
- Мануель Ноєр
- Мірослав Клозе
- Томас Мюллер
- Месут Езіл
- Філіпп Лам
- Бастіан Швайнштайгер
- Златан Ібрагімович
- Роберт Левандовський
- Роджер Федерер
- Рафаель Надаль
- Новак Джокович
- Серена Вільямс
- Вінус Вільямс
- Марія Шарапова
- Льюїс Гамільтон
- Себастьян Феттель
- Фернандо Алонсо
- Альберто Контадор
- Маріт Бйорген
- Грегор Шліренцауер
- Даріо Колонья
- Ліндсі Вонн
- Майкл Фелпс
- Кобі Браянт
- Леброн Джеймс
- Лука Дончич
- Двейн Вейд
- Усейн Болт
- Віталій Кличко
- Володимир Кличко
- Олександр Усик
- Ломаченко Василь Анатолійович
- Марія Музичук
- Харлан Ольга

### Інші
- Джуліан Ассанж
- Едвард Сноуден
- Бенедикт XVI
- Франциск

## Померли
- 10 квітня 2010 — Лех Качинський
- 2 травня 2011 — Осама бен Ладен
- 30 березня 2011 — Людмила Гурченко, радянська акторка та співачка, народна артистка СРСР.
- 5 жовтня 2011 — Стів Джобс, американський підприємець і винахідник. Засновник і генеральний директор корпорації Apple Inc.
- 20 жовтня 2011 — Муаммар Каддафі, лідер Лівії у 1969–2011 роках, також один з найбагатших людей усіх часів.
- 17 грудня 2011 — Кім Чен Ір
- 18 грудня 2011 — Вацлав Гавел
- 11 лютого 2012 — Вітні Г'юстон
- 22 липня 2012 — Богдан Ступка, український актор театру і кіно, Народний артист УРСР (1980), Народний артист СРСР (1991), Герой України (2011).
- 5 березня 2013 — Уго Чавес, венесуельський політик, Президент Венесуели з 1999 по 2013 рік.
- 23 березня 2013 — Борис Березовський, російський підприємець, олігарх, політик, математик. В опозиції до Володимира Путіна. Останні роки жив в еміграції у Великій Британії, в Росії був у розшуку за звинуваченням у шахрайстві та спробі силового захоплення влади.
- 8 квітня 2013 — Маргарет Тетчер, прем'єр-міністр Великої Британії у 1979–1990 роках, баронеса з 1992 року.
- 5 грудня 2013 — Нельсон Мандела
- 5 січня 2014 — Еусебіу
- 11 січня 2014 — Аріель Шарон
- 25 травня 2014 — Войцех Ярузельський
- 7 липня 2014 — Едуард Шеварднадзе
- 10 листопада 2015 — Гельмут Шмідт
- 10 січня 2016 — Девід Бові
- 24 березня 2016 — Йоган Кройф
- 21 квітня 2016 — Прінс
- 3 червня 2016 — Мухаммед Алі
- 2 вересня 2016 — Іслам Карімов
- 16 вересня 2016 — Карло Адзеліо Чампі
- 28 вересня 2016 — Шимон Перес
- 25 листопада 2016 — Фідель Кастро
- 25 грудня 2016 — Джордж Майкл
- 7 січня 2017 — Маріу Суареш
- 8 січня 2017 — Алі Акбар Хашемі Рафсанджані
- 10 січня 2017 — Роман Герцог
- 18 березня 2017 — Чак Беррі
- 20 березня 2017 — Девід Рокфеллер
- 29 травня 2017 — Мануель Нор'єга
- 16 червня 2017 — Гельмут Коль
- 20 липня 2017 — Честер Беннінгтон
- 27 вересня 2017 — Г'ю Гефнер
- 3 жовтня 2017 — Джалаль Талабані
- 18 листопада 2017 — Малькольм Янг
- 19 листопада 2017 — Чарлз Менсон
- 7 липня 2018 — Лук'яненко Левко Григорович, Герой України
- 2018 — Монсеррат Кабальє, оперна співачка
- 2018, 18 серпня 2018 — Кофі Аннан, 7. Генсек ООН (*1938).
- 2018 — Караченцов Микола Петрович, російський радянський актор
- 30 листопада 2018 — Джордж Герберт Вокер Буш
- 6 грудня 2018 — Гладуш Іван Дмитрович
- 25 грудня 2018 — Ненсі Роман
- 1 січня 2019 — Кріс Кельмі
- 3 лютого 2019 — Децл
- 13 лютого 2019 — Карл Лагерфельд
- 17 червня 2019 — Мухаммед Мурсі
- 6 вересня 2019 — Роберт Мугабе
- 26 вересня 2019 — Жак Ширак